# Чан Динцю
Чан Динцю (Chang Dingqiu; род. 1967, Хэнъян, Хунань) — китайский лётчик и военачальник, генерал-полковник ВВС (06.09.2021), кандидат в члены ЦК КПК 19-го созыва (с 2017), с августа 2021 года главнокомандующий ВВС НОАК. Его назначение на должность командующего ВВС не стало неожиданностью для наблюдателей, он длительное время считался там «восходящей звездой» — и в свои 54 года стал самым молодым действующим полным генералом в НОАК. Генерал-лейтенант (июль или август 2018) — стал тогда самым молодым генерал-лейтенантом.
Родился в крестьянской семье в Хэнъяне провинции Хунань в годы Культурной революции. Служил лётчиком, командиром эскадрильи, командиром группы, командиром полка, заместителем командира дивизии и командиром дивизии в ВВС НОАК. В возрасте 33-х лет он стал самым молодым командиром лётного полка. В 2003 году недолговременно получал военное образование в России. Генерал-майор (сентябрь 2013). В 2016—2018 гг. заместитель командующего Южным театром боевого командования НОАК. Во время пребывания в этой должности в 2017 году сопровождал члена Центрвоенсовета Чжан Юся во время визита в Белоруссию и Венгрию. Являлся замначальника штаба НОАК. В 2019 году член делегации визита министра обороны Вэй Фэнхэ в США.
Предполагается, что в будущем он может занять место в Центрвоенсовете Китая. Один из материалов SCMP, посвящённый Чан Динцю, вышел в июне 2016 года под заголовком «Восходящая звезда в вооружённых силах Китая станет будущим лидером военно-воздушных сил».